# گستا فرانکوروم (نانگیسی)
گِشتا فِرانکاروم اِت آلیوروم هیِرروزولیمیتاروم که با نام کوتاه‌شدهٔ گِشْتا یا چِسْتا فِرانْکاروم ((به لاتین: Gesta Francorum)؛ (به انگلیسی: the Franks and the other pilgrims to Jerusalem)؛ (به فارسی: تاریخ سفر فرانک‌ها به اورشلیم))، نیز شناخته می‌شود، رویدادنامه‌ای تاریخی‌ست به زبان لاتین که در باب نخستین جنگ صلیبی و لشکرکشی‌های پس از آن توسط بارتولف نانگیسی، مورخ و وقایع‌نگار فرانسوی نگاشته شده است. وی که ظاهراً در سال‌های ۱۱۰۱ و ۱۱۰۸ در اورشلیم و شام بوده، نخستین گزارش فوشیه شارتری را خلاصه کرده و جزئیاتی را نیز از خود به آن افزوده است. وی نحوهٔ فتح و تسخیر اورشلیم از سوی صلیبیون و دفاع اعراب و ترکان و مصری‌های مسلمان در مقابل صلیبیون را شرح می‌دهد. به علاوه، وی به توصیف مفصل مکان‌ها و بناهای اراضی مقدس نیز اهتمام نموده است.